# Vršacki Ritovi, Banatul de Sud
Vršacki Ritovi (maghiară Verseci Rétek) este o localitate în Districtul Banatul de Sud, Voivodina, Serbia.